# Feuerbauchmolche

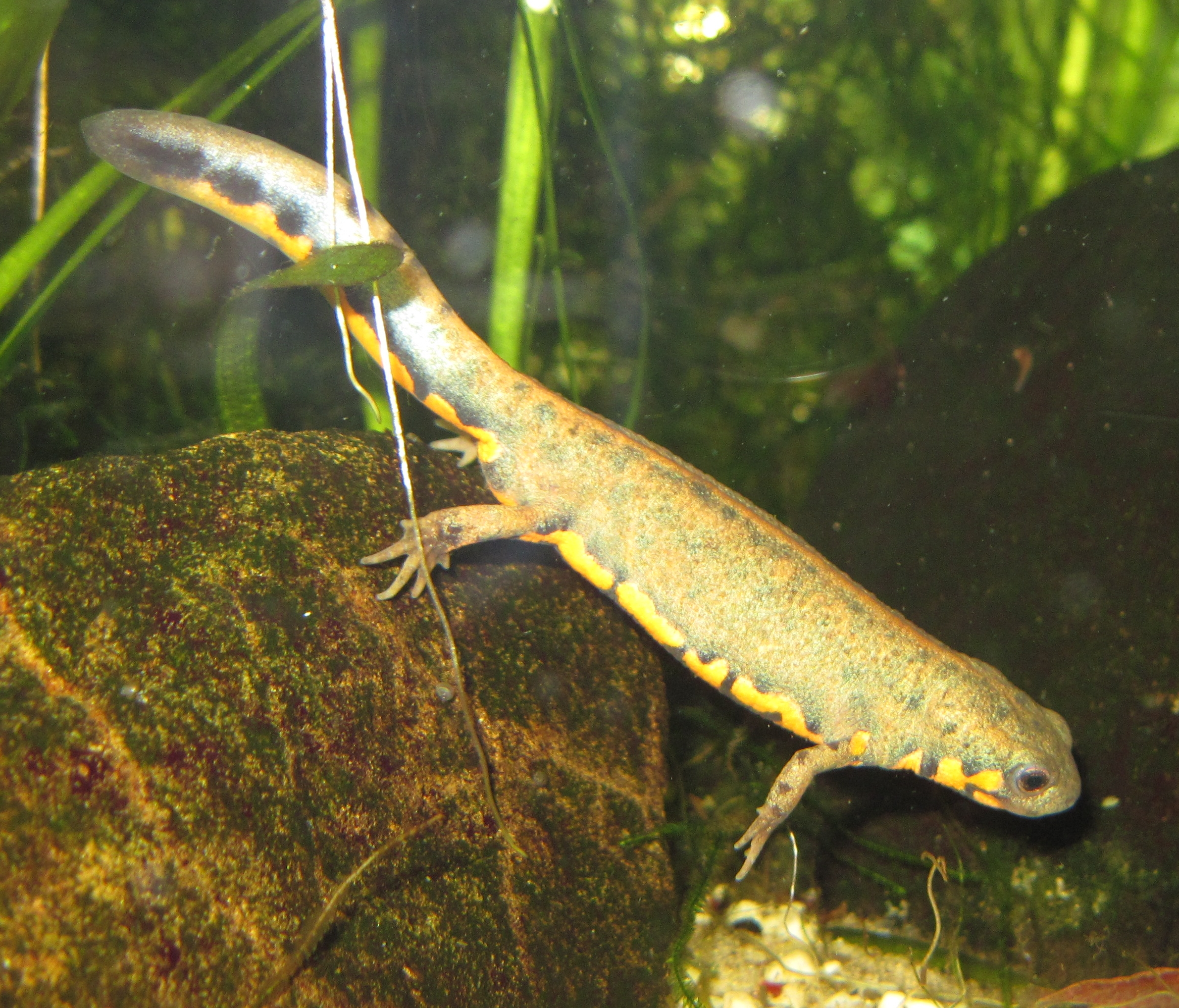
Cynops cyanurus

Feuerbauchmolche (Cynops) sind eine Gattung der Schwanzlurche mit nur zwei Arten, die in Japan verbreitet sind. Phylogenetische Unsicherheiten ergaben zwischenzeitlich mehrmals die Erweiterung der Gattung um die in China verbreiteten Arten von Hypselotriton, die aber in vielen molekularbiologischen Studien zumindest als zweifelhaft erscheint. Vertreter beider Gruppen werden wegen ihrer auffälligen Färbung oft als Aquarientiere gehalten. 

## Merkmale
Der Feuerbauchmolch ist kleiner als die verwandten Gattungen Pachytriton oder Paramesotriton. Seine Gesamtlänge beträgt in der Regel 8 cm für Männchen und 10 cm für Weibchen. Die Weibchen des Schwertschwanzmolchs werden 15 bis 16 Zentimeter lang.
Auf dem Rücken und an den Flanken sind die Molche dunkel gefärbt, je nach Art von tiefschwarz bis schwarzoliv oder dunkelbraun. Die Körperunterseite ist kräftig orange bis rot mit schwarzen Flecken. Streifen und Flecken in der Farbe des Bauches können auch auf den Flanken, den Beinen, dem Kopf oder dem Schwanz auftreten.
Ihre Haut ist – außer bei Cynops wolterstorffi – rau. Der Schwanz ist seitlich abgeflacht. Sie weisen meist 13, in seltenen Fällen 14 Stammwirbel auf.

## Verbreitung
ostasiatischer Verbreitung und nur sieben Arten, von denen eine Ende des vergangenen Jahrhunderts ausgestorben zu sein scheint. 
Cynops-Arten kommen nur im südöstlichen China und in Japan vor, wo sie teilweise als Endemiten leben.

## Systematik
Die Gattung wurde 1838 von Johann Jakob von Tschudi erstbeschrieben. Über die Zusammensetzung der Gattung herrschen unterschiedliche Auffassungen. Molekularbiologische Untersuchungen weisen darauf hin, dass die Gattung paraphyletisch ist, sie bildet aber mit den eng verwandten Gattungen Pachytriton (10 Arten) und Paramesotriton (15 Arten) eine deutlich monophyletische Klade aus mittlerweile 38 Arten. Durch die Ausgliederung der beiden Gattungen zerfällt Cynops allerdings in zwei Gruppen: die in Japan beheimateten beiden Arten der Feuerbauchmolche sowie elf Arten aus China. Die chinesische Gruppe wird in der Online-Datenbank Amphibian Species of the World als Gattung Hypselotriton Wolterstorff, 1934 behandelt und der Gattung Cynops Tschudi, 1838 mit nur zwei Arten gegenübergestellt. Andere Wissenschaftler bleiben bei der Zusammenstellung von Cynops sensu lato mit insgesamt 13 Arten, die sich in der Erbsubstanz innerhalb der Zellkerne kaum unterscheiden. Die genetischen Unterschiede der beiden Gruppen liegen allerdings in der mitochondrialen DNA und haben bei manchen Forschern zumindest zur Anerkennung von Untergattungen innerhalb der Gattung Cynops geführt.
Cynops sensu stricto weist zwei Arten auf:
Stand: 21. April 2023
- Cynops ensicauda (Hallowell, 1861) – Schwertschwanzmolch
- Cynops pyrrhogaster (Boie, 1826) – Japanischer Feuerbauchmolch

Dazu kommen bei Cynops sensu lato elf weitere Arten, die bei Amphibian Species of the World als Gattung Hypselotriton bezeichnet werden. Davon wurden mehrere Arten in den Jahren 2023 und 2024 erstmals beschrieben.
- Hypselotriton chenggongensis (Kou & Xing, 1983)
- Hypselotriton cyanurus (Liu, Hu & Yang, 1962)
- Hypselotriton fudingensis (Wu, Wang, Jiang & Hanken, 2010)
- Hypselotriton huanggangensis Jiang, Huang, Fan, Cheng, Raffaëlli & Chen, 2024
- Hypselotriton jiaoren (Lyu, Qi & Wang, 2023)
- Hypselotriton maguae (Lyu, Qi & Wang, 2023)
- Hypselotriton oolong Wang, Zeng, Wei & Lyu, 2024
- Hypselotriton orientalis (David, 1873) – Chinesischer Feuerbauchmolch
- Hypselotriton orphicus (Risch, 1983) Synonym: Cynops glaucus Yuan, Jiang, Ding, Zhang & Che, 2013
- Hypselotriton wolterstorffi (Boulenger, 1905) † – Wolterstorff-Molch
- Hypselotriton yunnanensis (Yang, 1979), Synonym: Cynops puerensis Rao, Zeng, Zhu & Ma, 2022 "2020"[4]